# Иваниковка
Иванико́вка (укр. Іваниківка) — село в Богородчанской поселковой общине Ивано-Франковского района Ивано-Франковской области Украины.
Население по переписи 2001 года составляло 2345 человек. Занимает площадь 19 км². Почтовый индекс — 77714. Телефонный код — 03471.